# پخش رزین
سیستم توزیع رزین یک دستگاه فنی و مهندسی برای پردازش رزین ریخته گری به منظور پر کردن، آب بندی، پوشاندن یا خیس کردن قطعات فنی به ویژه در زمینه برق و الکترونیک مانند ترانسفورماتورها ، ال سی دی ها و باقی دستگاه‌ها و ماشین‌ها با ابعاد مختلف است.
با توجه به پیشرفت در کوچک کردن و ورود الکترونیک به عرصه های جدید، استانداردهای کیفیتی برای قطعه‌ها در حال افزایش است و به همین ترتیب کیفیت دستگاه توزیع رزین هم باید بیشتر شود. برای به دست آوردن کیفیت لازم، از طرفی، سیستم رزین باید بر این اساس آن پیشرفت کند و بهینه‌سازی شود. از ظرفی دیگر، سیستم توزیع رزین باید هر چه دقیق‌تر و بهتر کار کند تا بهترین نتیحه را به دست آورد. به دلیل افزایش مداوم فشار هزینه، دستگاه های ریخته گری باید با کیفیت‌تر باشند و در عین حال سریعتر و قابل اعتمادتر شوند.

## الزامات برای توزیع خوب
پیش از هر چیزی، برای توزیع، قطعه‌های الکتریکی و الکترونیکی باید به طور کامل عایق شده و جلوی نفوذ رطوبت کاملا گرفته شود. بیشتر وقت‌ها حرارت باید کامل به درستی از قطعه خارج شود، ویژگی که می تواند با انتخاب رزین مناسب مانند اپوکسی، پلی اورتان یا سیلیکون بهبود یابد.

## مراحل فرآیند در یک سیستم توزیع
در یک سیستم توزیع فرآیندهای زیر باید انجام شود:
- تصویر شماتیک یک سیستم ریخته گری رزینحالت دادن به مخلوط رزین
- حمل و نقل مواد
- اندازه گیری
- مخلوط کردن
- ریخته گری

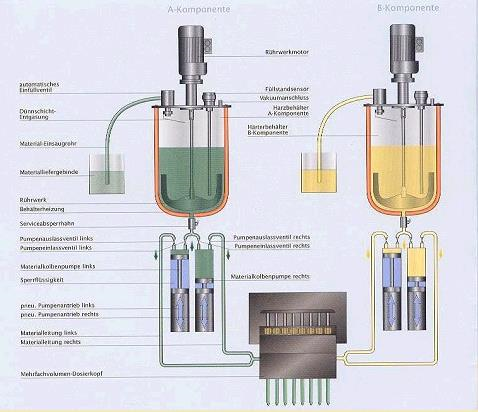
تصویر شماتیک یک سیستم ریخته گری رزین

یک سیستم پخش رزین خوب، ریخته‌گری با کیفیتی را با همان استاندارد بالا حتی در دوره‌های طولانی تولید انبوه فراهم می کند.

## تهویه
خصوصیات مختلف مخلوط رزین، با یا بدون مواد پرکننده، یک جزء یا دو جزء (رزین + هاردنر)، برای کیفیت محصول بسیار حائز اهمیت هستند:
- توزیع یکنواخت پرکننده ها (بدون ته نشین)
- از بین بردن هوا و رطوبت
- دمای ثابت و اغلب افزایش یافته برای حفظ ویسکوزیته پایین

توزیع یکنواخت مواد پرکننده بدون ترکیب از طریق مخلوط مردن مداوم حفظ می شود.
تخلیه مخازن مواد، هوا و رطوبت را از بین می‌برد.
دمای بالا توسط گرم‌کننده‌های سریغ و دقیق در مخازن، خطوط تغذیه مواد، پمپ ها و سرهای اندازه گیری به دست می آید و به طور مداوم حفظ می شود. در مخلوط‌های رزین پرشده و پیچیده، تهویه‌سازی به ویژه برای کیفیت محصول بسیار مهم است.

## حمل و نقل مواد

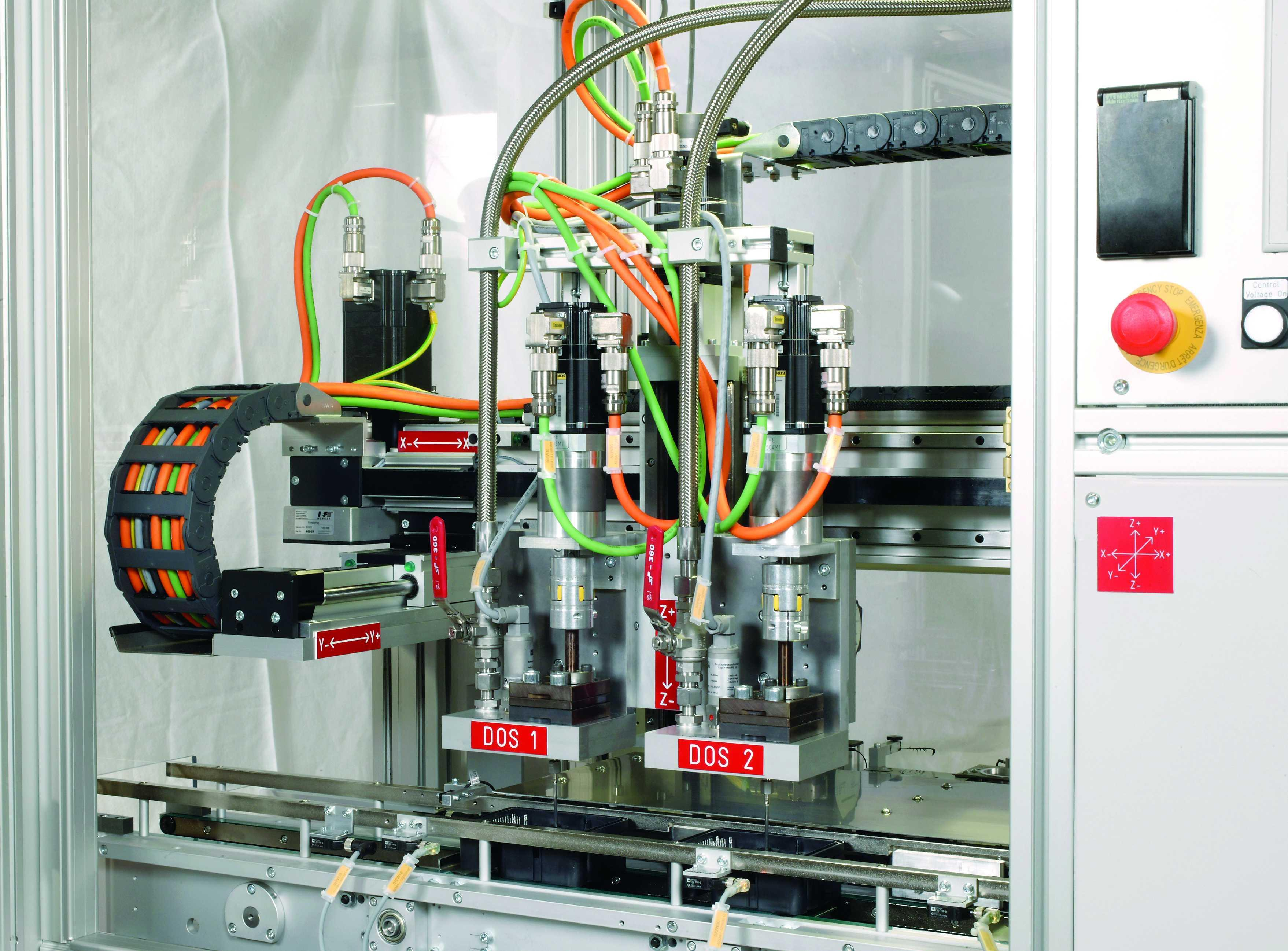
واحد ریخته گری رزین با دو واحد اندازه گیری (پمپ دنده ای)

نوع پمپ تغذیه مورد استفاده به طور اصلی از ویسکوزیته مواد و خراشندگی مواد پرکننده وابسته است.
برای مواد با ویسکوزیته کم تا متوسط:
- پمپ های پیستونی
- پمپ های پیچی غیر عادی
- پمپ های حفره ای پیشرونده
- پمپ های دنده ای

پمپ های دنده ای برای مواد ساینده مناسب نیستند
برای مواد بسیار چسبناک، پمپ‌های صفحه دنبال‌کننده با پمپ پیچی غیرمتمرکز یا پمپ پیستونی جمع‌کننده متصل می‌شوند. اندازه‌گیری برای جرم، زمان و حجم کنترل می‌شود تا مقدار رزین مهر شده تعیین شود.

### اندازه گیری بر اساس جرم
وزن کردن مقدار دقیقی تعیین می کند، اما زمان چرخه را افزایش می‌دهد. همچنین، یک ترازو در یک خط تولید ممکن است به خرابی حساس باشد و استفاده از آن در بردهایی که دارای تعداد زیادی قطعه هستند دشوار باشد. به دلیل این مسائل، این روش به ندرت مورد استفاده قرار می گیرد.

### اندازه گیری با استفاده از ولوم

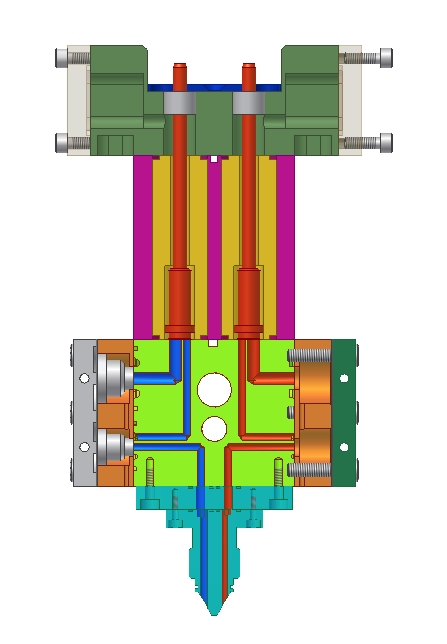
مقطع طولی از طریق یک سر اندازه گیری برای دو جزء (رزین سمت چپ، هاردنر سمت راست)

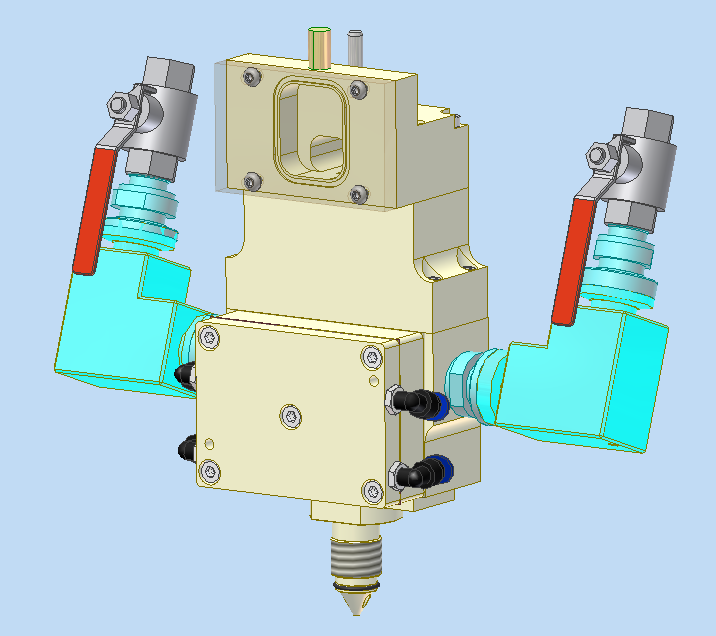
سر اندازه گیری تک جزیی (سر اندازه گیری پیستونی)

بدست آوردن حجم ثابت به لحاظ فنی به نسبا ساده است و سیستم‌های اندازه‌گیری متکی بر توزیع حجم ثابت هستند، بنابراین بسیار ساده و قابل اعتماد هستند.
یک راه بسیار خوب استفاده از سرهای اندازه‌گیری پیستونی است. نسبت رزین به سخت‌کننده می‌تواند به دقت توسط نسبت عرض دو پیستون جداگانه تعیین شود، یکی برای رزین و دیگری برای سخت‌کننده، که هر دو پیستون به طور همزمان فشرده می‌شوند. مقدار توسط یک سد مشترک تعیین می‌شود که حرکت هر دو پیستون را به طور یکسان محدود می‌کند.
اکنون (در سال 2009) حجم های اندازه گیری از 0.01 میلی لیتر تا حدود 250 میلی لیتر، حتی ممکن است بیشتر باشد.

### اندازه گیری با استفاده از زمان
این روش نیازمند این است که پمپ های مناسب جریان دقیق و ثابت مواد را فراهم کنند. جریان مواد توسط یک شیر کنترل شده آغاز می شود و پس از مدتی مشخص متوقف می شود.
این روش به ویژه به خطاهای اندازه گیری حساس است، زیرا حتی کوچکترین تغییر در سرعت جریان مقادیر مختلفی از رزین و/ یا سخت کننده را توزیع می‌کند. تامین یک جریان کاملاً ثابت نیاز به پیچیدگی الکترونیکی نسبتاً بالایی دارد، اما انعطاف پذیری بسیار بیشتری را در تنظیم نسبت هاردنر به رزین فراهم می کند.

## مخلوط کردن
در رزین های دو جزئی، مخلوط‌کردن دقیق برای به دست آوردن واکنش یکسان بین رزین و سخت‌کننده در کل ماده بسیار حائز اهمیت است. سه راه ممکن برای مخلوط کردن وجود دارد:  
- لوله اختلاط استاتیک
- مخلوط کن پویا
- لوله اختلاط استاتیک پویا

### لوله اختلاط استاتیک
مؤلفه‌ها در یک لوله مخلوط‌کننده از پلاستیک با یکدیگر تلاقی می‌کنند.این لوله حاوی دیواره های ثابتی دارد که مواد را چندین بار تقسیم کرده و با هم ترکیب می‌کند و با این فرآیند رزین و هاردنر را مخلوط می کند. لوله اختلاط پس از استفاده تمیز نمی شود، اما دور انداخته می شود.
مزایا: بدون قطعات متحرک ، بدون تمیز کردن پس از فرآیند، بدون باقی مانده مایع تمیز کننده
معایب: اختلاط لوله ها به عنوان بستر، شدت اختلاط به سختی می تواند متفاوت باشد

### اختلاط دینامیک
مؤلفه‌ها در یک اتاق مخلوط‌کننده ملاقات می‌کنند، که معمولاً از فولاد ضد زنگ ساخته شده است، و در آن‌جا به وسیله یک مخلوط‌کننده چرخان همگن می‌شوند. برای بهینه سازی مخلوط کردن، سرعت چرخش می‌تواند به صورت الکتریکی کنترل شود. محفظه مخلوط کن و مخلوط کن باید با یک مایع تمیز کننده مخصوص تمیز شوند تا دوباره استفاده شوند. معمولاً این به طور خودکار اتفاق می افتد.
مزیت: شدت اختلاط را می توان دقیقاً کنترل کرد.
معایب: بیشتر به دلیل خرابی به دلیل قطعات متحرک، تمیز کردن مورد نیاز، احتمالاً باقیمانده مایع تمیز کننده، مایع تمیز کننده استفاده شده ضایعات یا حتی مواد زائد خطرناک است، جایگزینی یا تمیز کردن گران محفظه در صورت لکه دار شدن به دلیل رزین سخت شده در محفظه اختلاط.

### اختلاط استاتیک-دینامیک
یک لوله مخلوط‌کننده ساخته شده از پلاستیک دارای یک پیچش است که توسط یک موتور خارجی متحرک می‌شود. این روش به ندرت استفاده می‌شود.

## در حال توزیع
برای ایجاد بهترین ریخته گری، قطعه و واحد توزیع باید نسبت به یکدیگر حرکت کنند. در اصل دو راه وجود دارد:
- حرکت واحد توزیع کننده
- حرکت قطعه

برای بسیاری از کاربردها، توزیع فقط در خلاء با موفقیت انجام می شود. این امر مخصوصاً برای قطعه‌هایی که با زیرکاری بزرگ، به عبارت دیگر، خیس شدن تبدیل‌کننده‌ها، صدق می‌کند. در چنین مواردی توزیع بدون حباب فقط در خلاء قابل انجام است.  به این منظور، سیستم‌های تزریق با اتاق‌های خلاء تجهیز شده‌اند. برای کوتاه کردن زمان چرخه می‌توان یک قفل هوا در ورودی و یکی در خروجی وجود داشت. در توزیع خلاء، تنها سیستم هایی که قطعات در حال حرکت هستند و تلگراف در جای خود باقی می ماند را می توان به طور منطقی ساخت.
برای تولید سری ها می توان از سیستم های توزیع با سرهای اندازه گیری چندگانه استفاده کرد. در این زمان (2006) سیستم هایی وجود دارند که قادر به انجام تا سی و سه عمل توزیع به طور همزمان هستند.

### تنوع توزیع

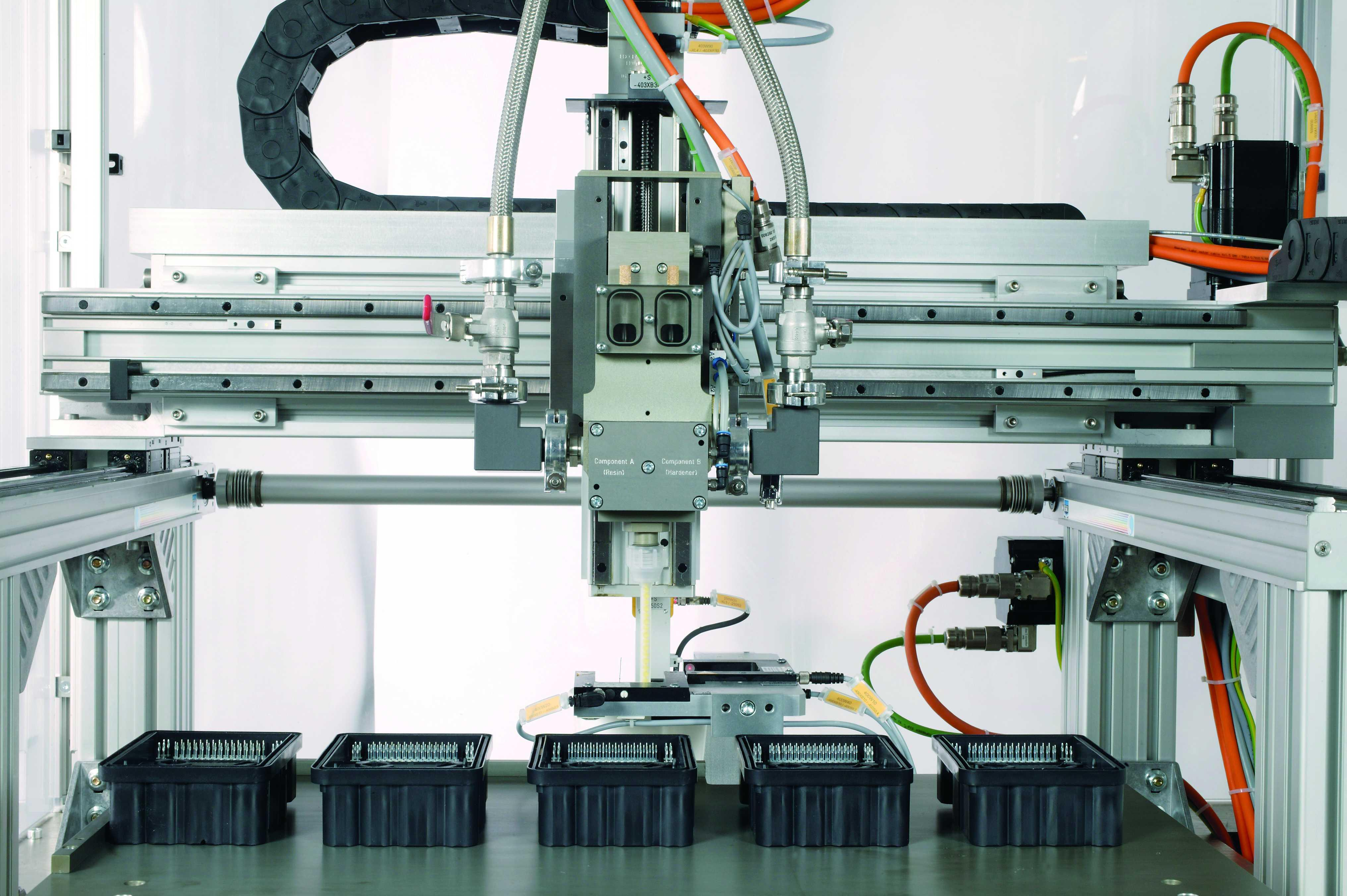
واحد اندازه گیری واحد برای دو جزء، نصب شده بر روی سیستم پورتال برای جابجایی واحد اندازه گیری، با کنترل CNC

ساده ترین راه توزیع،  ریختن مقدار معینی از رزین در یک نقطه از قسمتی که حرکت نمی‌کند، است.  این سیستم‌های ساده بعضی وقت‌ها به عنوان سیستم‌های اندازه‌گیری نامیده می‌شوند. میزهای ریخته‌گری مرکزگرا نیز موجود هستند. قالب روی این میز دوار ثابت می شود و در حالی که مخلوط رزین در قالب پخش می شود، نیروی گریز از مرکز پر شدن جامد و تمیز بدون حباب را تضمین می کند. همچنین این قطعه به دلیل سخت شدن تنش قوی تر است. در برخی موارد، قطعات برابر با تزریق فشار هستند.
با استفاده از کنترل‌های مناسب، تغییرات مختلفی در ریخته‌گری وجود دارد. به عنوان مثال، سدها را می توان به اشکال مختلف ریخته گری کرد. سدها از مواد بسیار چسبناک و تیکسوتروپیک ساخته شده اند و می توانند با رزین با ویسکوزیته پایین (سد و پر) پر شوند. سرعت رسوب رزین می‌تواند در طول ریخته‌گری متغیر شود یا ریخته‌گری می‌تواند به صورت چند قسمتی انجام شود. در عین حال، قطعه می‌تواند حرکات پیچیده‌ای انجام دهد. استفاده از گزینه‌های اضافی از این نوع، امکان حل مشکلات ریخته‌گری دشوار را فراهم می‌کند.

## اجرای توزیع در یک خط تولید
یک سیستم ریخته‌گری می‌تواند با بسیاری از مراحل تولید مختلف در یک خط تولید ترکیب شود. بنابراین، ریخته‌گری به عنوان یک بخش یکپارچه از تمام فرآیند تولید قطعه محسوب می‌شود. برای مدیریت نیازهای حساس تزریق در تمام مراحل تولید به بهترین شکل، تولیدکنندگان معتبر نیز در زمینه اتوماسیون فعال هستند. جدیدترین پیشرفت در این زمینه، طراحی یک خط تولید از ماژول های پیش ساخته و رباتیک است.  این امر توسعه راه حل های فردی را سرعت می بخشد و هزینه های آنها را کاهش می دهد.

## نمونه هایی برای کاربرد توزیع
به دلیل افزایش تولید و افزایش عمر و کارایی قطعات، بیشتر و بیشتر قطعات توسط ریخته‌گری مهر شده‌اند. از طرف دیگر، قطعات مهر شده قابل تعمیر نیستند.

### آب بندی قطعات الکترونیکی
واحدهای الکترونیکی که به برد متصل می‌شوند، معمولاً توسط رزین مهر شده‌اند تا از تأثیرات محیطی و آسیب‌های مکانیکی محافظت شوند. در این موارد، معمولاً مهر کردن به معنای پر کردن یک فرم است، که یک فرآیند نسبتاً ساده است.

### تولید ال ای دی
دیودهای ساطع نور در خطوط کاملاً خودکار تولید می‌شوند. بخشی از آن‌ها مربوط به مهر کردن در پلاستیک‌های شفاف است. در این موارد، دوره‌های کاری کوتاه اهمیت زیادی دارند تا قیمت نورهای کوچک را کاهش دهند. این یک مثال برای استفاده از چند سر متر در دیودها است.

### خیساندن سیم پیچ های الکتریکی
در موتورهای الکتریکی و در ترانسفورماتورها، لایه‌های چندگانه از پیچ‌های نازک مس ضروری هستند. امروزه معمولاً این لایه‌ها در رزین غوطه‌ور می‌شوند تا از تأثیرات محیطی محافظت کنند و عایق‌بندی بین خود را بهبود دهند. به دلیل ساختار نازک فضای بین پیچ‌ها و به دلیل زیادی از زیرکن، غوطه‌ور کردن این پیچ‌ها نیازهای بالایی را به دستگاه مهرکننده مورد نیاز می‌کند.

## همچنین ببینید
- توزیع میکرو
- ریخته گری رزین